# 钨酸锌
钨酸锌是一种无机化合物，化学式为ZnWO4，它在自然界以和铁共生的钨锌矿的形式存在。它可由氯化锌或硝酸锌和钨酸钠在水溶液中反应得到。
{\displaystyle \mathrm {Na_{2}WO_{4}+ZnCl_{2}\longrightarrow ZnWO_{4}\downarrow +\ 2\ NaCl} }
它和稀土单钨酸盐（RE2O2WO4）在高温加热反应，可以结晶出ZnRE4W3O16（RE=Y, Nd, Sm, Eu, Gd, Dy, Ho, Er, Lu）。